# Jadwiga Sabramowicz
Jadwiga Sabramowicz (ur. 12 stycznia 1925 w Uhercach, zm. 15 lipca 2001 w Sanoku) – polska działaczka Ligi Kobiet Polskich, polityk.

## Życiorys

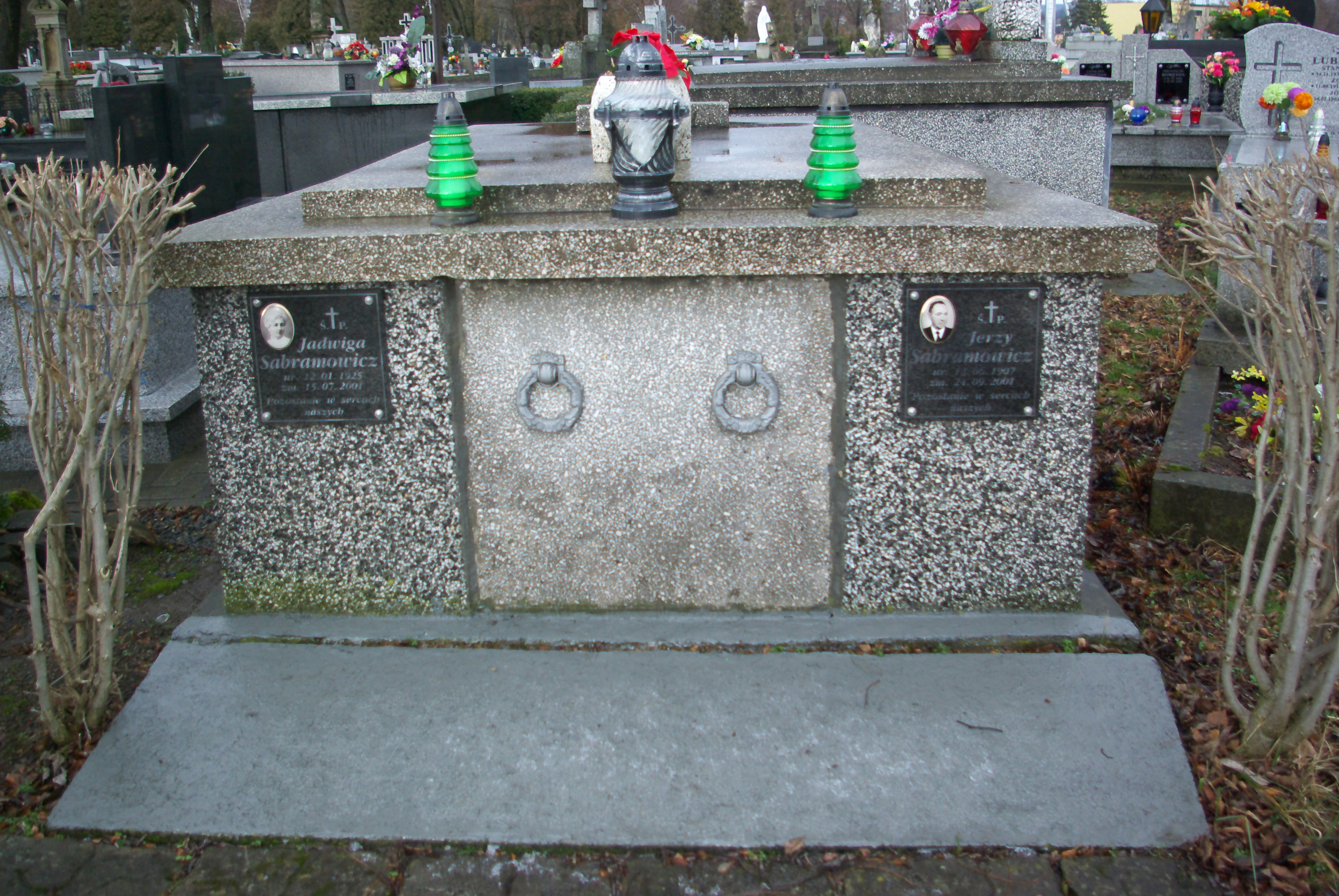
Grobowiec Jadwigi i Jerzego Sabramowiczów

Urodziła się 12 stycznia 1925 w Uhercach. Ukończyła Liceum w Sanoku w systemie wieczorowym. Od 1967 zatrudniona w organizacji Liga Kobiet Polskich, początkowo była instruktorem, później objęła stanowisko sekretarza Zarządu Miejskiego LKP w Sanoku. Na przełomie lat 60. i 70. pełniła mandat Powiatowej Rady Narodowej w Sanoku. W Sanoku w 1972 zasiadła w Kolegium do Spraw Wykroczeń w Sanoku, a w 1976, 1985 w Kolegium Karno-Administracyjnym. Pełniła mandat radnej Miejskiej Rady Narodowej w Sanoku: wybrana w 1973 (zasiadała w Komisji Zdrowia, Ochrony Środowiska i Spraw Socjalnych), w 1978 (zasiadła w Komisji Przestrzegania Prawa i Porządku Publicznego). Działała w Komitetach Frontu Jedności Narodu: Miejskim w Sanoku oraz Wojewódzkim w Krośnie. W 1976 była kandydatką do Wojewódzkiej Rady Narodowej w Krośnie. W listopadzie 1987 zasiadła w Miejskiej Komisji do Spraw Referendum w Sanoku. 
Zmarła 15 lipca 2001 w Sanoku. Została pochowana w grobowcu rodzinnym na Cmentarzu Centralnym w Sanoku. Jej mężem był Jerzy Sabramowicz (ur. 13 czerwca 1907, zm. 24 września 2001). Mieli syna.

## Odznaczenia
- Krzyż Kawalerski Orderu Odrodzenia Polski (1985)[10]
- Medal 40-lecia Polski Ludowej (1985)[11]
- Odznaka „Za zasługi dla województwa krośnieńskiego” (1984)[12][13]